# 20544 Кімгансел
20544 Кімгансел (20544 Kimhansell) — астероїд головного поясу, відкритий 8 вересня 1999 року.
Тіссеранів параметр щодо Юпітера — 3,555.